# Bi'Cause
Bi'Cause est une association française créée en 1997, réunissant des personnes bisexuelles et pansexuelles.

## Histoire
Bi'Cause est créée par l'Assemblée Générale constitutive le 26 mai 1997 à partir d'un groupe de travail Groupe bi du Centre Gay et Lesbien de Paris créé en décembre 1995. Elle est la plus ancienne association de bisexuels française.

### Groupe Bi
En septembre 1995, plusieurs femmes parlent de leur bisexualité dans un groupe de parole lesbien (le vendredi des femmes) et y sont fortement malmenées. Le journal 3 keller no 16 d'octobre novembre 1995 sort avec un dossier consacré à la bisexualité. À la suite de cette rencontre, elles décident alors de créer un groupe de réflexion mixte sur la bisexualité, afin de disposer d'un espace de discussion épargné par la biphobie ; le groupe se réunit au Centre Gay et Lesbien de Paris, où il organise des débats à thème. Durant l'hiver 1996, le groupe lance une lettre d'information intitulée « Bi'Cause » et met en place les réunions qui perdurent encore .

### Association
Le 26 mai 1997, le groupe crée une association portant ce nom, Bi'Cause. Dès la même année, l'association participe à l'Europride de Paris. En avril 1998, des membres de l'association participent à la sixième BiCon, un important rassemblement annuel de bisexuels en Angleterre. À partir de 1998, l'association est présente à la Marche des fiertés. En 1999, l'association met en place des cartes d'adhérents.
En 2001, Bi'Cause organise le premier Forum des bisexualités à Paris. Au cours des années suivantes, Bi'Cause participe également à l'Existrans et à d'autres manifestations pour les droits des LGBT. À partir de 2009, l'association organise des événements pour célébrer la Journée de la bisexualité.
L'association Bi'Cause a été reconnue association d'intérêt général par l'administration fiscale française en mars 2017.
En octobre 2017, à l'occasion des 20 ans de l'association, les statuts sont révisés pour prendre en compte la pansexualité.

## Statuts
Bi'Cause est une association loi de 1901. Elle est hébergée à Paris, au Centre LGBT Paris-Île-de-France. Les statuts de l'association présentent ses objectifs ainsi : « Cette association a pour but de favoriser la compréhension, la prise en compte, l’expression et la visibilité de la bisexualité et de la pansexualité et des personnes qui se définissent ou sont perçues comme bisexuelles ou pansexuelles, ou encore qui s’intéressent à ces orientations. Elle développe les rencontres avec des personnes bisexuelles et pansexuelles, informe sur la bisexualité et la pansexualité, aide et soutient les personnes bisexuelles ainsi que les personnes pansexuelles, notamment contre la biphobie et la panphobie. »

## Logo
Le logo de l'association a changé à plusieurs moments.

Logo jusqu'en 2016.
Logo à partir de 2016.

## Activités

### Discussions et débats réguliers
L'association propose :
- des rencontres conviviales (Bi'Envenue et BIP) ;
- des soirées de réflexions (Bi'Causerie) sur des thématiques comme : l'infidélité, l'Europe et la question LGBT, débat autour de livres ou films, rencontre d'artistes, de responsables d'autres associations LGBT.

Elle propose en fonction de ces ressources bénévoles et des besoins des ateliers d'écriture et des groupes de parole .

### Publications
Entre 1997 et 2008, Bi'Cause dispose d'une lettre d'information, d'abord appelé Bi'Cause, puis Bi'cause News pendant un temps, puis le Bi'llet, qui est diffusé au format papier et sur Internet, puis uniquement sous forme numérique.
Bi'Cause rédige, peu après sa création, un « manifeste français des bisexuelles et des bisexuels » qui vise à affirmer une identité bisexuelle en France et à prévenir la biphobie ; le texte du manifeste est légèrement modifié en 2007, puis en 2017 pour inclure la pansexualité.
En 2004, Bi'Cause publie un manuel de prévention des infections sexuellement transmissibles intitulé « Fêter le corps et continuer à vivre ». Ce manuel est librement téléchargeable sur le site de l'association, et distribué en exemplaires papier lors des événements où l'association est présente.
En 2021, Bi'Cause co-produit avec l'inter-LGBT le court-métrage « PAN : pas une mode ! » réalisé par Dylan El Kara,.

### Événements
À partir de 1998, l'association est présente à la Marche des fiertés, qui devient ensuite la Marche des fiertés. Au cours des années suivantes, Bi'Cause participe également à l'Existrans et à d'autres manifestations pour les droits des LGBT.
L'association célèbre la Journée internationale de la bisexualité le 23 septembre de chaque année,,. Depuis 2015 elle coorganise une marche dans les rues de la capitale pour l'occasion.
Le 23 septembre 2012 SOS homophobie, Bi’Cause, le MAG jeunes gais, lesbiennes, bi et trans et Act Up-Paris lancent la première enquête associative en ligne autour de la bisexualité. Les résultats sont publiés en 2015,.
Le 23 septembre 2017 SOS homophobie, Bi’Cause, le MAG jeunes gais, lesbiennes, bi et trans, FierEs et Act Up-Paris lancent la première enquête associative en ligne autour de la biphobie,,. Les résultats ont été présenté le 23 septembre 2021.

## Affiliation dans le monde LGBT
- Issue d'un groupe de travail du CGL Paris, elle prend son autonomie juridique en 1997.
- En 2013, elle est élue au sein du conseil d'administration du Centre LGBT Paris Île-de-France.
- Elle est membre de l'Inter-LGBT, du MAG jeunes gais, lesbiennes, bi et trans, du Réseau d'aide aux victimes d'agression et de discrimination (RAVAD) dont elle est cofondatrice et de Bi-Visible.